# Shazamm!
Ne doit pas être confondu avec Shazam.
Shazamm! est un jeu de société créé par Philippe des Pallières et François Bruel en 2001, édité par Lui-même en 2003.
Le jeu se joue à deux, et dure approximativement 30 minutes.

## Règle du jeu

### Matériel
- 1 plateau représentant le pont au-dessus de la lave et la réserve de Mana
- 3 figurines : les deux sorciers et le mur de feu
- 2 pions pour marquer la quantité de Mana des joueurs
- 16 plaques « pont effondré »
- 2 compteurs à molettes pour miser
- 30 cartes « sortilège »

### But du jeu
Repousser progressivement l'adversaire au moyen d'un mur de feu, jusqu'à ce qu'il tombe dans le fleuve de lave.

### Mise en place
Le mur de feu est placé au milieu du pont, et les deux sorciers à trois cases du mur de feu, un de chaque côté.
Les marqueurs sont sur la case 50 de la réserve de Mana.
Chaque joueur reçoit un compteur et un paquet de quatorze cartes « sortilège », mélangé et placé devant lui. Chacun prend en main les cinq premières cartes de sa pioche plus la fausse carte « sortilège ».